# Cahors
Cahors (occitanska: Caors) är en kommun i departementet Lot i regionen Occitanien i södra Frankrike. Kommunen är chef-lieu över 3 kantoner som tillhör arrondissementet Cahors. År 2022 hade Cahors 19 902 invånare.
Mimaren Marcel Marceau har bott i Cahors.

## Befolkningsutveckling
Antalet invånare i kommunen Cahors
| Referens: INSEE |

## Galleri

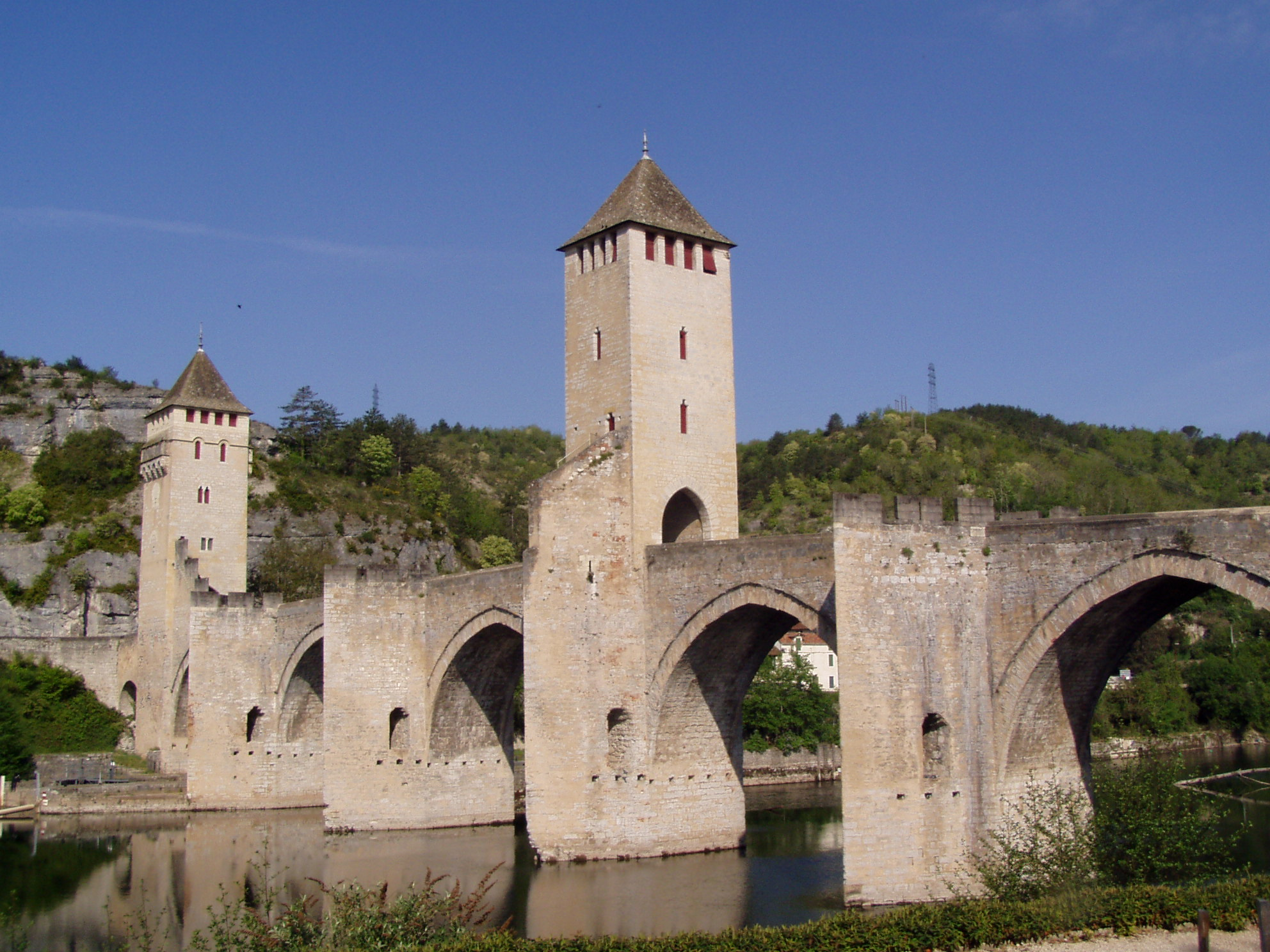
Pont Valentré
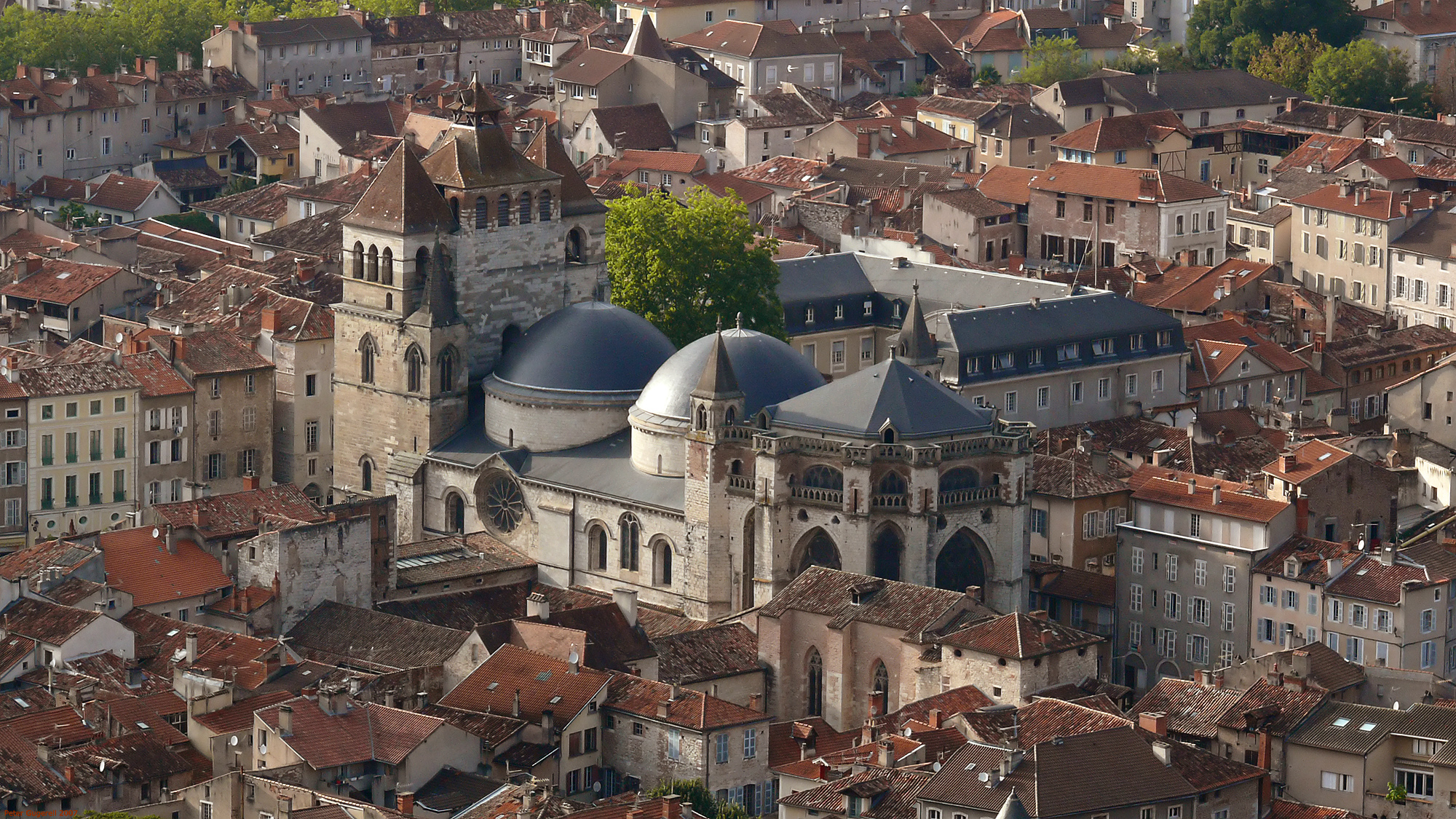
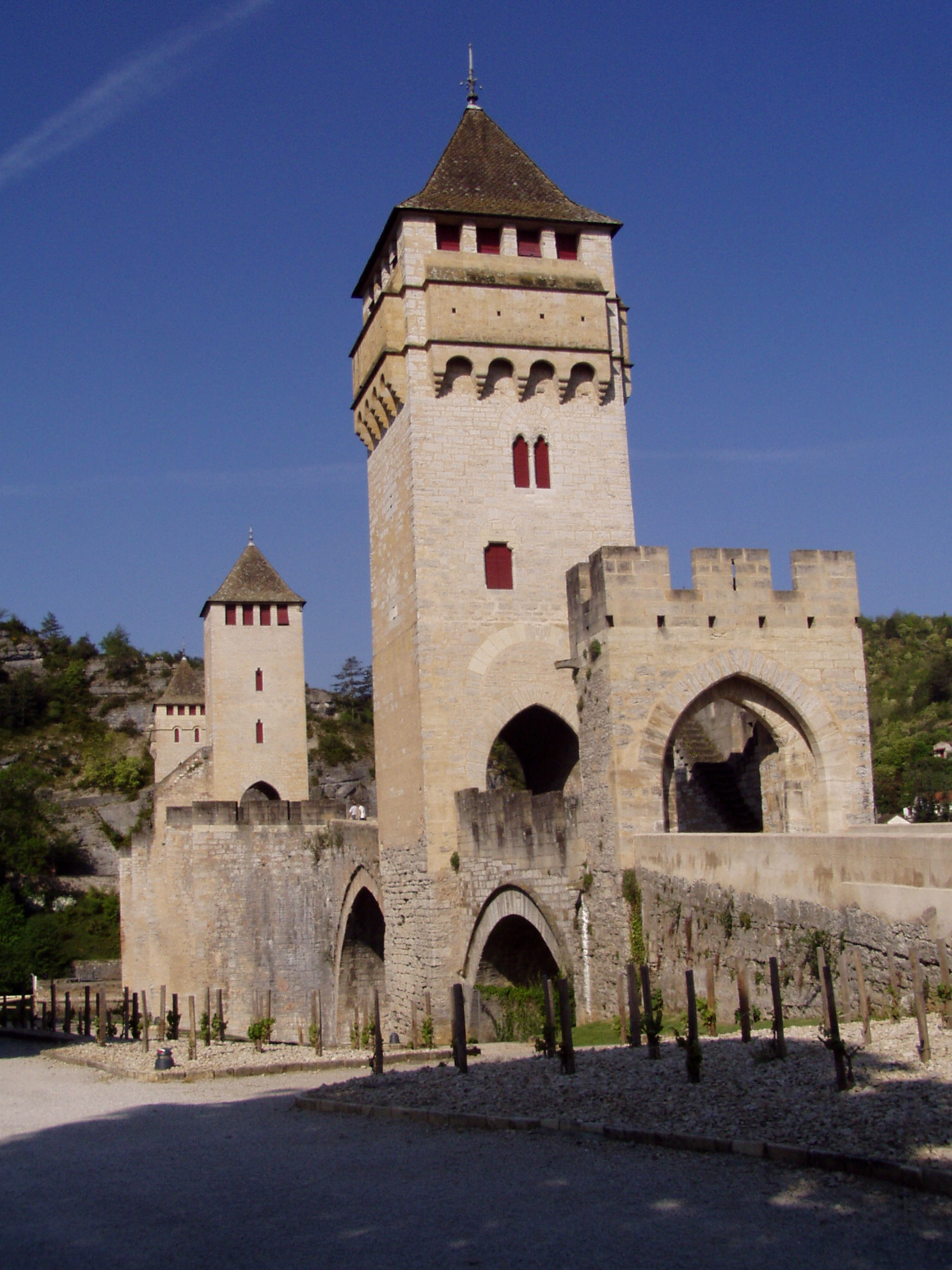
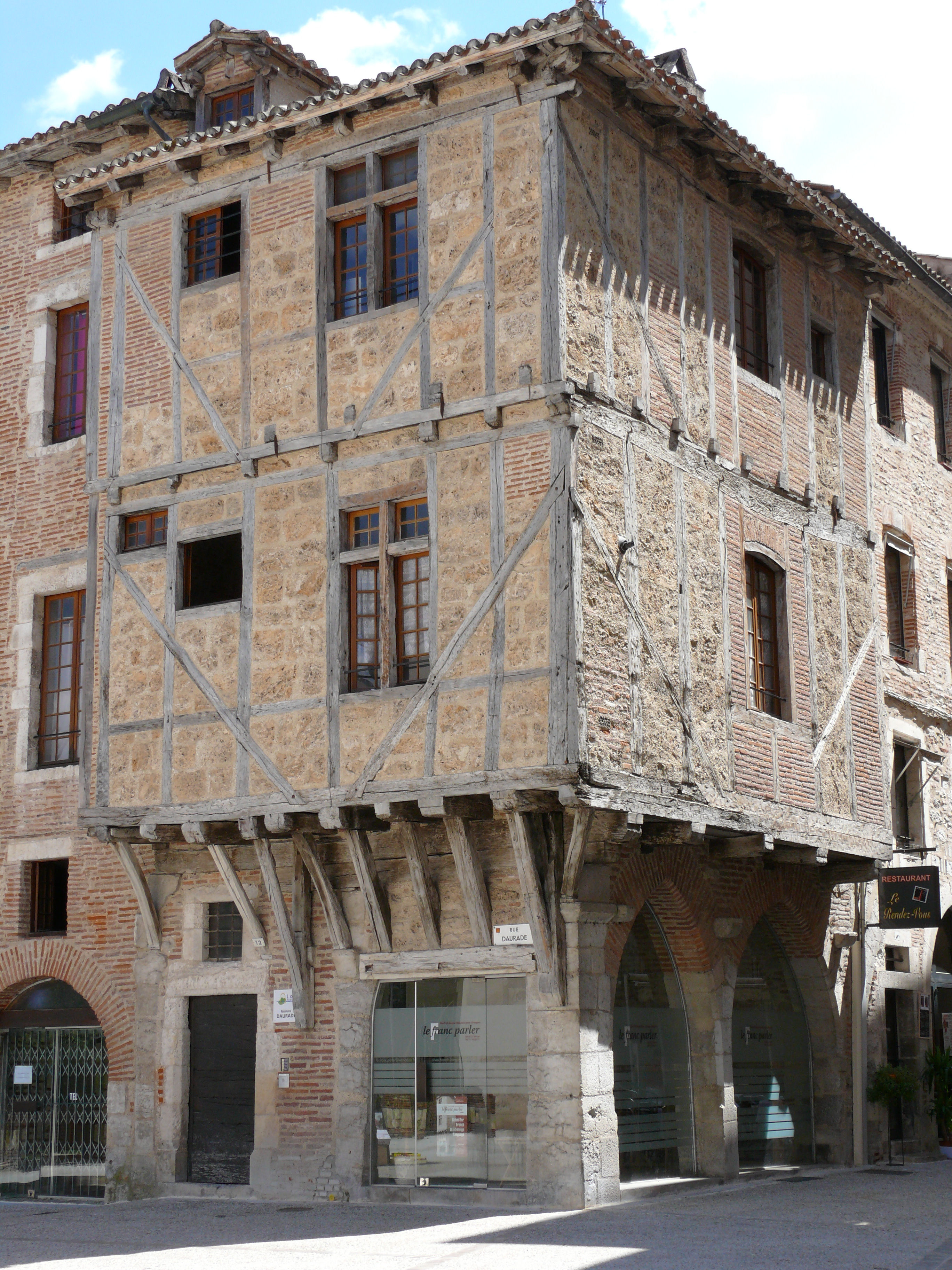
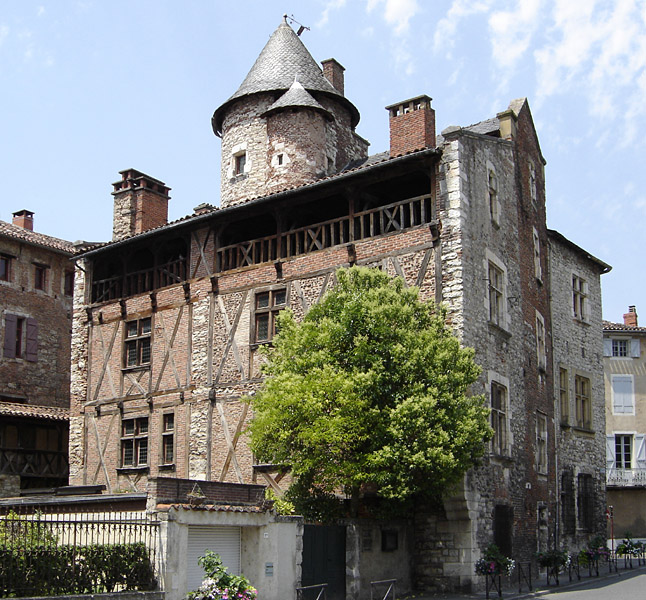
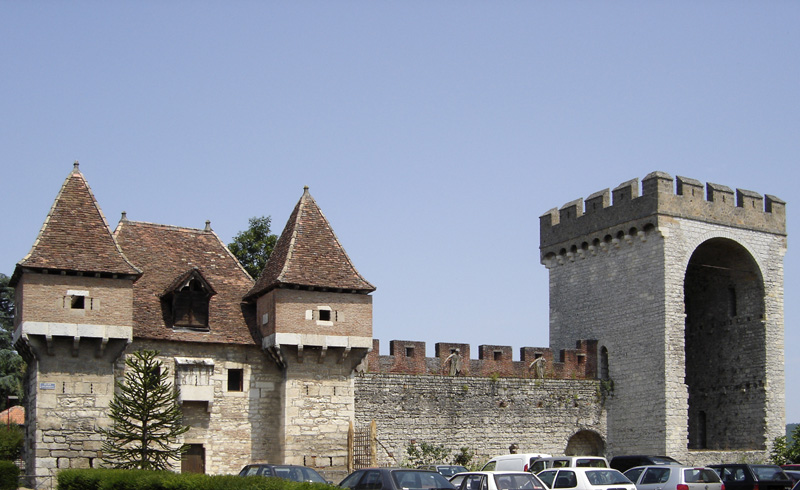